# Jihoafrická unie na Letních olympijských hrách 1932
Jihoafrická unie se účastnila Letní olympiády 1932 v kalifornském Los Angeles.

## Medailisté
| Medaile | Jméno             | Sport    | Soutěž                         |
| ------- | ----------------- | -------- | ------------------------------ |
| Zlato   | Dave Carstens     | Box      | muži váha polotěžká do 79,4 kg |
| Zlato   | Laurie Stevens    | Box      | muži lehká váha – do 61,2 kg   |
| Bronz   | Marjorie Clarková | Atletika | Ženy 80 m překážek             |
| Bronz   | Jenny Maakal      | Plavání  | ženy 400 m volný způsob        |
| Bronz   | Ernest Peirce     | Box      | muži váha střední – do 72,6 kg |